# Walter Grant (cầu thủ bóng đá, sinh năm 1884)
Walter Grant (1884 – 5 tháng 11 năm 1961) là một cầu thủ bóng đá người Anh thi đấu ở vị trí tiền đạo tầm xa.